# Gildardo Magaña, José Sixto Verduzco
Gildardo Magaña är en ort i Mexiko.   Den ligger i kommunen José Sixto Verduzco och delstaten Michoacán de Ocampo, i den centrala delen av landet, 280 km väster om huvudstaden Mexico City. Gildardo Magaña ligger 1 689 meter över havet och antalet invånare är 524.
Terrängen runt Gildardo Magaña är kuperad norrut, men söderut är den platt. Runt Gildardo Magaña är det ganska tätbefolkat, med 96 invånare per kvadratkilometer. Närmaste större samhälle är Tres Mezquites, 3,7 km nordost om Gildardo Magaña. I omgivningarna runt Gildardo Magaña växer huvudsakligen savannskog.